# Bo jezik (Left May)
Bo jezik (po, sorimi; ISO 639-3: bpw), jedan od 6 ili 7 jezika porodice Left May (papuanski jezici), kojim govori svega 85 ljudi (1998 NTM), pripadnika istoimenog plemena Bo u selima Bo, Kobaru, Kaumifi i Nigyama Umarita u provinciji Sandaun, Papua Nova Gvineja. Postoje 3 dijalekta: kaboru, nikiyama i umuruta.

## Vanjske poveznice
- Ethnologue (14th)
- Ethnologue (15th)